# Mina Export Vol. 1
Mina Export Vol. 1 è una raccolta della cantante Mina, pubblicata in Italia nel 1986 dall'etichetta discografica Carosello Records.

## Il disco
Nel 1986 la Carosello pubblica la raccolta su LP e audiocassetta per la linea 'Orizzonte' (ORL9134 e ORK79134) e nel 1987 anche su CD (CDOR9134). Quasi contemporaneamente nel 1986 anche la Fonit Cetra la pubblica su cassetta magnetica (MC 409) e poi nel 1987 su CD (LPX 160).
Insieme all'omonimo secondo volume, l'antologia mira a raccogliere e pubblicare in Italia brani precedentemente editi solo in paesi stranieri e incisi nella lingua di questi ultimi. La raccolta NON contiene infatti canzoni in italiano, se si escludono i due pezzi in napoletano: 'Na sera 'e maggio e Nuie.
Alcuni titoli sono inediti in Italia, altri presenti per la prima volta su album stampato in Italia, perché già pubblicati su singolo o EP, anche se cantati in lingua straniera. Compaiono pertanto sia su supporti appartenenti alla discografia italiana, sia su quelli delle rispettive discografie estere dell'artista.

## Inediti
- El cielo en casa

Spesso il titolo manca dell'articolo iniziale, è la versione in spagnolo del brano Il cielo in una stanza, appare per la prima volta in Italia in questa raccolta. In Spagna era stato pubblicato originariamente nell'EP Mina canta en Español (Discophon 17.191) del 1961, mentre in quello del 1960, nonostante il titolo in lingua, era ancora cantato in italiano.
- [Les] Confettis

Anche senza articolo, è l'edizione in francese di Coriandoli con il testo di Fernand Bonifay, inclusa nell'EP per il mercato transalpino del 1963 Folle Girouette/Confettis/Ho paura/Confidenziale (Festival Records IT 45 1013 S) e nella raccolta Notre étoile del 1999.
- Dindi

Mina non incide mai la versione originale in portoghese (1959, Sylvia Telles con il testo di Antônio Carlos Jobim), ma la versione in spagnolo nell'EP del 1963 Un desierto (Discophon 27.220).
- Heißer Sand

Registrato dalla cantante e pubblicato in Germania sul singolo Heißer Sand/Ein treuer Mann nel 1962, fa parte dell'album Heisser Sand del 1996, che contiene traduzioni in tedesco di successi già cantati in italiano dell'artista.
- Chihuahua

Versione in spagnolo, testo di ignoto, del brano in italiano con lo stesso titolo, inciso nel 1962. È stata pubblicata solo in Spagna nell'EP Y de hai/Chihuahua/Que no que no/El globito (Discophon 27.144) dello stesso anno.
- Oh la la, Gigi

Titolo con le più svariate grafie, originariamente pubblicato in spagnolo sull'EP Un desierto del 1963. L'edizione italiana dello stesso anno, compare sul singolo Stessa spiaggia stesso mare/Ollallà Gigi, sull'album Stessa spiaggia, stesso mare e anche nell'album/raccolta ufficiale Mina Nº 7 del 1964.

## Tracce
Lato A
1. El cielo en casa (Il cielo in una stanza) (extended) – 2:53 (testo: Julio Cèsar – musica: Gino Paoli; edizioni musicali Fama) – Inedito
2. Confettis (Coriandoli) – 3:09 (testo: Fernand Bonifay – musica: Roberto Livraghi; edizioni musicali Tiber) – Inedito
3. Just Let Me Cry (Non piangerò) – 2:18 (testo: Mark Barkan – musica: Ben Raleigh; edizioni musicali Helios, BMI) – Inedito su album (singolo, 1963)
4. Dindi (Dindi) – 2:50 (testo: ??? – musica: Antônio Carlos Jobim, Aloysio de Oliveira; edizioni musicali Orchestralmusic/Ariston) – Inedito
5. Heißer Sand (Si, lo so) – 2:55 (testo: Kurt Feltz – musica: Werner Scharfenberger; edizioni musicali Orchestralmusic) – Inedito
6. Moliendo café – 2:57 – da Moliendo café, 1962
7. Young at Love (Non so resisterti) – 2:11 (testo: Billy Mure – musica: Corrado Lojacono; edizioni musicali Ariston/Ducale) – Inedito su album (singolo, 1965)

Lato B
1. Pretend That I'm Her (A volte) – 2:51 (Norman Blagman, Sam Bobrick; edizioni musicali Conquest, ASCAP) – Inedito su album (singolo, 1963)
2. Chihuahua (spanish version) – 2:18 (testo: ??? – musica: Antonia Bertocchi, Mansueto De Ponti; edizioni musicali Orchestralmusic/S. Cecilia) – Inedito
3. 'Na sera 'e maggio – 3:17 – da Due note, 1961
4. Rhapsodie (Rapsodie) – 2:21 (testo: Kurt Feltz – musica: Werner Scharfenberger) – Inedito su album (singolo, 1964)
5. Oh la la, Gigi (spanish version) – 2:17 (testo: ??? – musica: Vittorio Buffoli; edizioni musicali Orchestralmusic) – Inedito
6. Nuie – 2:18 – da Mina canta Napoli, 1966
7. Summertime – 3:55 – da Moliendo café, 1962